# Siula Grande

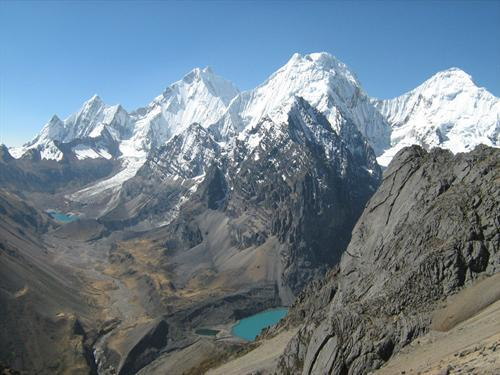
Siula Grande (druhá zprava)

Siula Grande je jihoamerická hora nacházející se v pohoří Cordillera Huayhuash v peruánských Andách. S výškou 6 344 m n. m. je to druhá nejvyšší hora pohoří a osmá nejvyšší v Peru.

## Významné výstupy
Prvovýstup provedli 28. července 1936 dva rakouští horolezci Arnold Awerzger a Erwin Schneider přes severní hřeben.
Západní stěnou na vrchol poprvé vystoupili roku 1985 britští horolezci Joe Simpson a Simon Yates. Při sestupu se Simpson vážně zranil; o své dramatické zkušenosti na hranici lidských možností později napsal úspěšnou knihu Touching the Void (česky Setkání se smrtí), která byla i zfilmována.